# Силмитасертиб
Силмитасертиб или CX-4945 является низкомолекулярным ингибитором протеинкиназы CK2 (казеинкиназы II), которая сверхэкспрессируется в некоторых типах опухолей. Это соединение, первоначально обнаруженное Cylene Pharmaceuticals Inc, а ныне производимое тайваньской компанией Senhwa Biosciences, является АТФ-конкурентным ингибитором, который обладает высокой селективностью в отношении CK2 и проходит клинические испытаниях на людях для терапии рака, поскольку оказывает антипролиферативное и антиангиогенное действие на раковые клетки  Помимо этого CX-4945 является мощным ингибитором CDK2-подобных киназ (CLKs), которые играют решающую роль в альтернативном сплайсинге эукариотических пре-мРНК посредством фосфорилирования SR (splicing-related) белков, богатых серином/аргинином.
Есть данные о том что CX-4945 может восстанавливать способность ДНК-связывающего белка Икарос подавлять рост опухолей при лейкозе
Предполагается что силмитасертиб  может помочь бороться с коронавирусом,